# 展蕙兰属
展蕙兰属（学名：Warreella）是兰科的一个属，是种开花植物。它有两个已知物种，均原产于南美洲西北部。

## 下属物种
- Warreella cyanea (Lindl.) Schltr. - 哥伦比亚、委内瑞拉
- 粉花展蕙兰 Warreella patula Garay - 哥伦比亚